# Jovijan
Jovijan (latinsko Flavivs Jovianvs Avgvstvs grško  Ἰοβιανός) je bil leta 363-364 cesar Rimskega cesarstva, * 331, † 17. februar 364.
Po smrti cesarja Julijana Odpadnika na vojnem pohodu proti perzijskemu Sasanidskemu cesarstvu so vojaki Jovijana  na hitro proglasili za novega rimskega cesarja. Jovijan je s Perzijci sklenil ponižujočo mirovno pogodbo, ki je omogočila umik rimske vojske. Kot cesar je ponovno razglasil krščanstvo za državno vero. Vladal je samo osem mesecev.

## Vzpon na oblast
Jovijan  je bil rojen v Singidunumu kot sin Flavija (?) Varonijana, poveljnika telesne straže (comes domesticorum) cesarja Konstancija II..  Tudi Jovijan se je pridružil njegovi telesni straži in dosegel enak položaj kot ga je pred njim imel njegov oče. V tej vlogi je spremljal cesarja Julijana na pohod v Mezopotamijo proti sasanidskemu kralju Šapurju II.. Po kratkem, vendar odločilnem spopadu, se je morala rimska vojska umakniti pred številčno močnejšo perzijsko vojsko. Julijan je bil med umikom težko ranjen in je 26. junija 363 umrl.  Ker je naslednji dan ostareli prefekt Orienta Saturnin Sekund Salucij zavrnil cesarski položaj, je vojska za novega cesarja  izvolila Jovijana. Njegova izvolitev je povzročila precejšnje presenečenje, zato Amijan Marcelin domneva, da ga je vojska zamenjala z glavnim cesarskim notarjem (primicerius notariorum) Jovijanom, ali pa je pomešala imeni Jovijan  in Julijan v pričakovanju, da si bo slednji opomogel. 

## Obnovitev krščanstva
Jovijan je kot kristjan ponovno vzpostavil krščanstvo kot državno religijo, s čimer se je končalo kratko obdobje poganstva pod njegovim predhodnikom. Po prihodu v Antiohijo je preklical Julijanove edikte proti kristjanom. Labarum Konstantina Velikega je spet postal prapor rimske armade. Izdal je edikt o strpnosti, s katerim so njegovi podložniki uživali popolno svobodo vesti, in istočasno kaznoval opravljanje vseh poganskih obredov.
Leta 363 je izdal odlok, s katerim je ukazal požig knjižnice v Antiohiji, 11. septembra istega leta pa odlok, s katerim je bila za čaščenje starih bogov zagrožena smrtna kazen. 23. decembra je smrtno kazen razširil na udeležbo v vseh poganskih obredih, tudi zasebnih. Jovijan je zato užival veliko spoštovanje aleksandrijskega nadškofa Atanazija, katerega je ponovno postavil na nadškofovski položaj. Krščanstvo je v Bizantinskem cesarstvu ostalo dominantna religija  vse do osmanske osvojitve Konstantinopla leta 1453.

## Vladanje
Jovijan je na perzijski fronti nadaljeval umik rimske vojske, ki ga je začel Julijan. Med umikanjem ga je nadlegovala perzijska vojska, vendar mu je uspelo priti do Tigrisa. Ker je bila vojska še vedno globoko na sasanidskem ozemlju, je bil prisiljen podpisati ponižujočo mirovno pogodbo: v zameno za varen umik je moral Sasanidom odstopiti pet rimskih provinc vzhodno od Tigrisa, ki jih je osvojil Galerij leta 298, in trdnjave Nisibis, Castra Maurorum in Singara. Perzijcem so morali prepustiti tudi rimske interese v Armenskem kraljestvu. Krščanski armenski kralj Arsak II. je moral v naslednjih konfliktih obeh imperijev ostati nevtralen in del svojega ozemlja odstopiti Šapurjevemu cesarstvu. Mirovni pogodbi so bili za Rimljane sramotni in Jovijan je hitro izgubil svojo priljubljenost.  
Po prihodu v Antiohijo se je odločil, da bo hitro odpotoval v Konstantinopel in tam utrdil svoj  politični položaj. Na pol poti med Ancyro in Nikejo je umrl, morda zaradi preobilice zaužitih gob ali zaradi zastrupitve z ogljikovim monoksidom, ki je uhajal z ognjišča v šotoru. Pokopali so ga v cerkvi Svetih apostolov v Konstantinoplu.